# Краинович, Филип
Филип Краинович (серб. Филип Крајиновић, род. 27 февраля 1992 года, Сомбор) — сербский профессиональный теннисист, финалист пяти турниров ATP в одиночном разряде, победитель 10 «челленджеров» в одиночном разряде.

## Биография
Краинович родился 27 февраля 1992 года в хорватской семье в Сомборе, Сербия, Югославия. Его родители Вера и Степан Краинович. У него есть брат Дамир и сестра Катарина. Начал играть в теннис в возрасте пяти лет. Краинович называет Роджера Федерера, Пита Сампраса и Энди Роддика своими кумирами.
Он дебютировал в мировом туре ATP в 2009 года на Открытом чемпионате Сербии, проиграв в первом туре.  Его лучшим индивидуальным результатом был финал Masters 1000 и полуфинал Кубка Дэвиса в составе сборной Сербии по теннису. За свою карьере ему удалось одержать победы над теннисистами топ-уровня Новаком Джоковичем, Гастоном Гаудио, Сэмом Куэрри и Джоном Изнером.

## Спортивная карьера
2008-2009
Филип дебютировал в 2008 году на фьючерсе в Майами. Лучшим результатом в этом сезоне был полуфинал фьючерса в Ноксвилле, Теннесси. В феврале 2009 года Краинович отыграл квалификацию к Открытому чемпионату Сербии по теннису, но проиграл Сомдеву Девварману в первом туре. В марте Краинович был приглашён капитаном сборной Сербии по Кубку Дэвиса Богданом Обрадовичем, чтобы быть в команде на игре со сборной Испании. 
2010-2011
В 2010 году сербский теннисист продолжает выступление в турнирах ITF  и фьючерсах. На Открытый чемпионат Сербии по теннису получил уайлд-кард. По ходу турнира сумел обыграть Евгения Донского, Орасио Себальоса, и победил в первом сете Новака Джоковича, когда тот принял решение сняться с турнира.
Он пропустил первые четыре месяца 2011 года из-за травмы плеча. Вернулся в тур на четыре турнира в мае и июне; тем не менее, 14 июля Краинович воспользовался возможностью сделать операцию, чтобы излечить старую травму.
2012
Начиная с нуля и рейтинга 1403, Филипп вернулся в ITF тур. В мае он дебютировал на Открытом чемпионате Франции по теннису, победив трёх соперников в квалификации. В ноябре он начал тренироваться в лагере "теннисная команда Пьятти".
2013
Он занял второе место в четырёх турнирах по фьючерсам и закончил год, заняв 226 место в туре.
2014
Свой первый профессиональный титул Краинович завоевал 6 апреля 2014 года на турнире ITF в Харлингене (Техас, США). В том же году он выиграл два фьючерса на итальянских грунтовых кортах, по итогам года вошёл в топ-100.
2015-2016

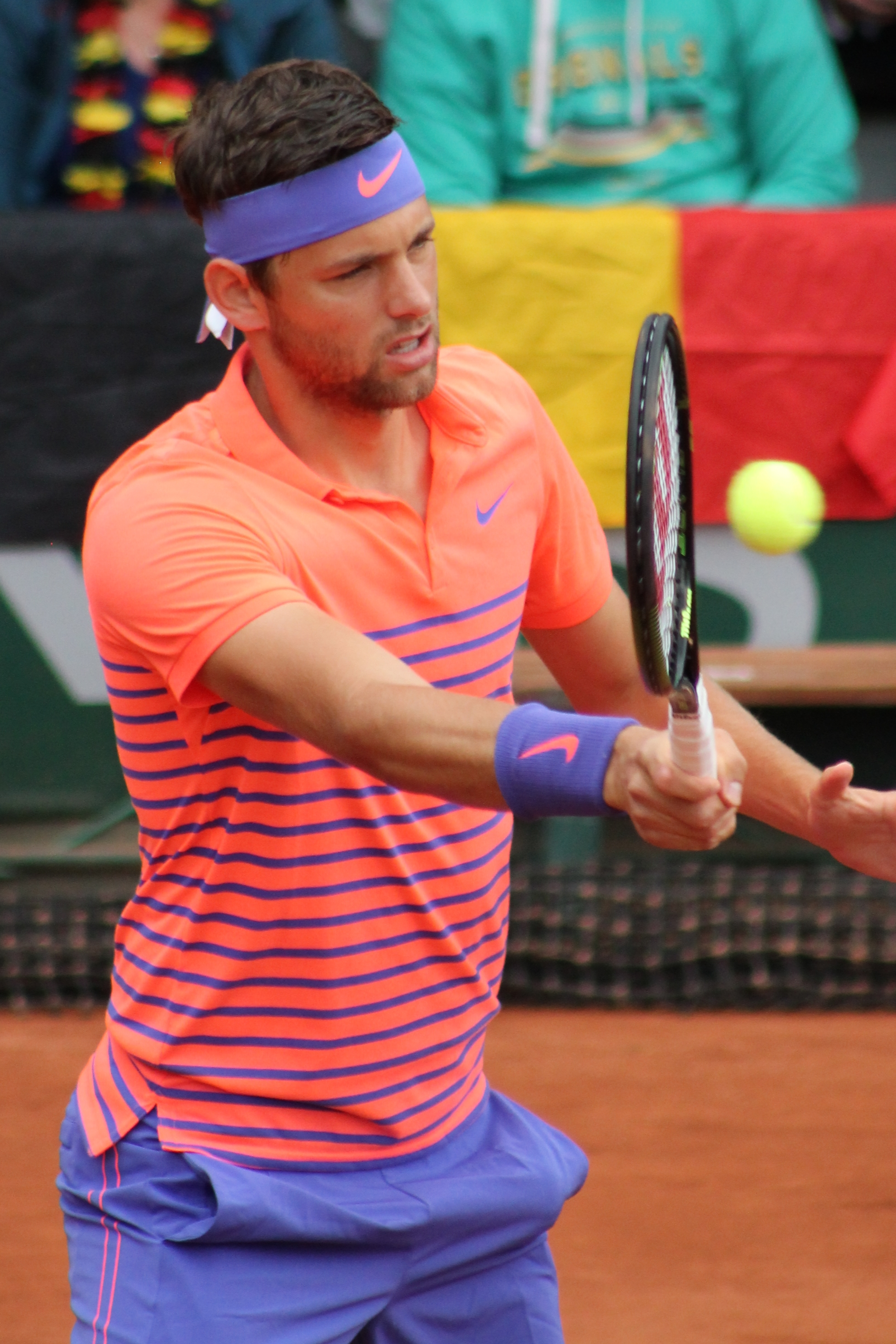
Краинович на «Ролан Гаррос» 2015 года

Краинович заработал свой первый прямой выход в основную сетку на Открытом чемпионате Австралии. 
В 2015 и 2016 годах усилия Краиновича способствовали тому, что сборная Сербии два года подряд играла в четвертьфинале Кубка Дэвиса. В 2016 году он снова провёл несколько месяцев в стороне от тенниса из-за травм, сначала в мае и июне, а затем закончил свой сезон в начале сентября.
2017
В 2017 году он выиграл пять титулов Челленджер тур, все на грунте. Краинович вошёл в топ-75. На престижном турнире в Париже он неожиданно сумел далеко продвинуться по сетке обыграв Юти Сугиту, Сэма Куэрри и Николя Маю. В четвертьфинале его ждала игра с Рафаэлем Надалем, но титулованный игрок решил не продолжать борьбу за титул и снялся. Затем он обыграл Джона Изнера, и вышел в финал турнира, став первым в мире теннисистом кому довелось из квалификации сыграть в матче за титул на турнирах Мастерс. Он проиграл Джеку Соку в финале. После этого взлетел на 33-е место в мировом рейтинге.
2018
В середине февраля на турнире в Марселе, Филип дошёл до четвертьфинала, в котором уступил Люке Пую из Франции. По ходу соревнования Филип выбил из сетки Жуан Соуза и Жиля Симона из Франции. 
На турнире в Дубае дошёл до полуфинала, где проиграл также Люке Пую в трёх сетах.    
2019
На Открытом чемпионате Австралии дошёл до третьего круга, уступив в четырёх сетах хорвату Борне Чоричу. Примечательно, что в первом раунде обыграл теннисиста из топ-20 итальянца Марко Чеккинато.     
В марте дошёл до 1/8 финала турнира в Индиан-Уэллсе (США), но проиграл испанцу Рафаэлю Надалю в двухсетовом поединке. В Майами уступил в 1/16 финала швейцарцу Роджеру Федереру.
На Открытом чемпионате США проиграл в первом раунде Цедрику-Марселю Штебе в четырёх сетах. 

## Рейтинг на конец года
| Год  | Одиночный рейтинг | Парный рейтинг |
| 2023 | 311               | —              |
| 2022 | 54                | 825            |
| 2021 | 42                | 297            |
| 2020 | 31                | 500            |
| 2019 | 40                | 451            |
| 2018 | 94                | 223            |
| 2017 | 34                | 782            |
| 2016 | 234               | —              |
| 2015 | 101               | 310            |
| 2014 | 100               | 1453           |
| 2013 | 226               | 1266           |
| 2012 | 420               | —              |
| 2011 | 1403              | —              |
| 2010 | 214               | 743            |
| 2009 | 352               | —              |
| 2008 | 593               | —              |

По данным официального сайта ATP на последнюю неделю года.

## Выступление на турнирах

### Финалы турнировATPв одиночном разряде (5)

#### Поражения (5)
| Легенда                    |
| -------------------------- |
| Турниры Большого шлема (0) |
| Итоговый турнир ATP (0)    |
| Олимпиада (0)              |
| ATP Мастерс 1000 (0)       |
| АТР 500 (0)                |
| АТР 250 (0)                |

| Титулы по покрытиям | Титулы по месту проведения матчей турнира |
| ------------------- | ----------------------------------------- |
| Хард (0)            | Зал (0)                                   |
| Грунт (0)           | Зал (0)                                   |
| Трава (0)           | Открытый воздух (0)                       |
| Ковёр (0)           | Открытый воздух (0)                       |

| №  | Дата            | Турнир                 | Покрытие | Соперник в финале    | Счёт        |
| 1. | 5 ноября 2017   | Париж, Франция         | Хард(i)  | Джек Сок             | 7-5 4-6 1-6 |
| 2. | 28 апреля 2019  | Будапешт, Венгрия      | Грунт    | Маттео Берреттини    | 6-4 3-6 1-6 |
| 3  | 20 октября 2019 | Стокгольм, Швеция      | Хард(i)  | Денис Шаповалов      | 4-6 4-6     |
| 4. | 18 июля 2021    | Гамбург, Германия      | Грунт    | Пабло Карреньо Буста | 2-6 4-6     |
| 5. | 19 июня 2022    | Лондон, Великобритания | Трава    | Маттео Берреттини    | 5-7 4-6     |

### Финалы челленджеров и фьючерсов в одиночном разряде (25)

#### Победы (12)
| Условные обозначения |
| Челленджеры (10+1*)  |
| Фьючерсы (2)         |

| Титулы по покрытиям | Титулы по месту проведения матчей турнира |
| ------------------- | ----------------------------------------- |
| Хард (2*)           | Зал (0)                                   |
| Грунт (10+1)        | Зал (0)                                   |
| Трава (0)           | Открытый воздух (12+1)                    |
| Ковёр (0)           | Открытый воздух (12+1)                    |

* количество побед в одиночном разряде + количество побед в парном разряде.
| №   | Дата            | Турнир                    | Покрытие | Соперник в финале     | Счёт                |
| 1.  | 6 апреля 2014   | Харлинген, США            | Хард     | Даниэль Сметхёрст     | 6-2 6-4             |
| 2.  | 13 апреля 2014  | Литл-Рок, США             | Хард     | Даниэль Сметхёрст     | 6-1 7-6(3)          |
| 3.  | 1 июня 2014     | Виченца, Италия           | Грунт    | Норберт Гомбош        | 6-4 6-4             |
| 4.  | 3 августа 2014  | Кортина-д’Ампеццо, Италия | Грунт    | Федерико Гайо         | 2-6 7-6(5) 7-5      |
| 5.  | 11 июля 2015    | Брауншвейг, Германия      | Грунт    | Поль-Анри Матьё       | 6-2 6-4             |
| 6.  | 23 августа 2015 | Корденонс, Италия         | Грунт    | Адриан Унгур          | 5-7 6-4 4-1 — отказ |
| 7.  | 21 мая 2017     | Хайльбронн, Германия      | Грунт    | Норберт Гомбош        | 6-3 6-2             |
| 8.  | 8 июля 2017     | Марбург, Германия         | Грунт    | Цедрик-Марсель Штебе  | 6-2 6-3             |
| 9.  | 6 августа 2017  | Биелла, Италия            | Грунт    | Сальваторе Карузо     | 6-3 6-2             |
| 10. | 1 октября 2017  | Рим, Италия               | Грунт    | Даниэль Химено-Травер | 6-4 6-3             |
| 11. | 7 октября 2017  | Алма-Ата, Казахстан       | Грунт    | Ласло Дьёре           | 6-0 6-3             |
| 12. | 19 мая 2019     | Хайльбронн, Германия      | Грунт    | Артур де Гриф         | 6-3 6-1             |

#### Поражения (13)
| №   | Дата             | Турнир                   | Покрытие | Соперник в финале     | Счёт           |
| 1.  | 28 июня 2009     | Чико, США                | Хард     | Райан Харрисон        | 3-6 4-6        |
| 2.  | 5 июля 2009      | Рочестер, США            | Грунт    | Василис Мазаракис     | 2-6 0-6        |
| 3.  | 23 августа 2009  | Сан-Себастьян, Испания   | Грунт    | Тимо де Баккер        | 2-6 3-6        |
| 4.  | 13 июня 2010     | Кошице, Словакия         | Грунт    | Рубен Рамирес Идальго | 3-6 2-6        |
| 5.  | 1 сентября 2013  | Бытом, Польша            | Грунт    | Блаж Рола             | Без игры       |
| 6.  | 29 сентября 2013 | Агадир, Марокко          | Грунт    | Ламин Уахаб           | 1-6 6-7(2)     |
| 7.  | 6 октября 2013   | Тарудант, Марокко        | Грунт    | Ламин Уахаб           | 7-6(5) 4-6 1-6 |
| 8.  | 13 октября 2013  | Будапешт, Венгрия        | Грунт    | Пётр Гадомский        | 4-6 7-6(4) 3-6 |
| 9.  | 20 апреля 2014   | Сарасота, США            | Грунт    | Ник Кирьос            | 6-7(10) 4-6    |
| 10. | 4 октября 2015   | Рим, Италия              | Грунт    | Федерико Дельбонис    | 6-1 3-6 4-6    |
| 11. | 7 мая 2016       | Рим, Италия              | Грунт    | Кайл Эдмунд           | 6-7(2) 0-6     |
| 12. | 28 августа 2016  | Манербио, Италия         | Грунт    | Леонардо Майер        | 6-7(3) 5-7     |
| 13. | 7 апреля 2019    | София-Антиполис, Франция | Грунт    | Дастин Браун          | 3-6 5-7        |

### Финалы челленджеров и фьючерсов в парном разряде (1)

#### Победы (1)
| №  | Дата           | Турнир          | Покрытие | Партнёр      | Соперники в финале                  | Счёт    |
| 1. | 12 апреля 2015 | Неаполь, Италия | Грунт    | Илья Бозоляц | Николоз Басилашвили Александр Бурый | 6-1 6-2 |

## Примечание
1. 1 2 3 4  сайт ATP
2. ↑  Понедельные позиции Филипа Краиновича в рейтингах ATP (англ.) (HTML). atpworldtour.com. Дата обращения: 27 марта 2019. Архивировано 27 марта 2019 года.
3. 1 2 3  Начал турнир с квалификации.